# Ligusticum mairei
Ligusticum mairei là một loài thực vật có hoa trong họ Hoa tán. Loài này được M. Hiroe mô tả khoa học đầu tiên năm 1958.